# Endlicheria balsamea
Endlicheria balsamea är en lagerväxtart som beskrevs av I. de Vattimo. Endlicheria balsamea ingår i släktet Endlicheria och familjen lagerväxter. Inga underarter finns listade i Catalogue of Life.